# 似鳥身女妖龍屬
似鳥身女妖龍屬（學名：Harpymimus）是獸腳亞目似鳥龍下目的恐龍的一屬，生存於下白堊紀的蒙古。不像較後期、更衍化的似鳥龍下目，似鳥身女妖龍仍然具有牙齒，但似乎只限於在下頜的齒骨。

## 發現與命名
在1981年，一個蘇聯與蒙古國的聯合挖掘團隊在戈壁沙漠發現一個獸腳類化石。在1984年，瑞欽·巴思缽（Rinchen Barsbold）、Altangerel Perle將化石進行簡短敘述、命名。似鳥身女妖龍屬只有一個物種，H. okladnikovi。屬名意為「鳥身女妖的模仿者」，是以希臘神話的鳥身女妖為名。種名則是以已逝蘇聯古生物學家Alexey Pavlovich Okladnikov為名。
正模標本（編號IGM 100/29）是一個幾乎完整、關節仍連接的身體骨骼，稍為擠壓變形，只缺少肩帶、骨盆及後肢。化石發現於中戈壁省的Shinekhudug組地層，地質年代為豪特里維階到巴列姆階，稍早研究則認為是較為年輕的阿爾比階。其他發現於中戈壁省的恐龍包括有蒙古鸚鵡嘴龍及高吻龍。

## 鑑定及形態
在2004年，小林快次首次詳細研究似鳥身女妖龍的化石。在2005年，瑞欽·巴思缽與小林快次重新鑑定似鳥身女妖龍，發現牠的下頜前段（齒骨）有11顆牙齒，前段及後段尾椎在第18節相接。肩胛骨的背部表面呈三角形的凹陷，肩胛骨的後緣有低脊。第三掌骨的外髁有深的側韌帶溝。
正模標本的頭顱骨表面上是完整的，但側面受到嚴重躋壓，使得有些特徵不明。上頜前端是喙狀嘴，連同齒骨的牙齒，似乎是用來咬緊獵物的。頭顱骨的前後長度為26.2公分，是頭顱骨高度的兩倍，以及頸部長度（約60公分）的一半。
似鳥身女妖龍的整體外表很像後期的似鳥龍下目，有著長頸、有爪的長臂及長腳。牠的齒列卻與其他基礎似鳥龍下目恐龍不同，例如多鋸似鵜鶘龍的下頜每側有75顆齒骨牙齒，上頜骨及前上頜骨每側則有145顆牙齒；似鳥身女妖龍就只有10-11顆圓柱形的齒骨牙齒。似烏身女妖龍的小型牙齒可能只是用作咬緊獵物，而不像其他非鳥類的獸腳亞目是用來撕開獵物。就所有已知的似鳥龍下目，只有似鳥身女妖龍及似鵜鶘龍保有牙齒，這是似鳥龍下目分支的祖徵。其他原始特徵包含：非常短的第一掌骨、第三蹠骨不是呈夾蹠形態。

## 種系發生學
似鳥身女妖龍被命名時，被歸類於獨自的似鳥身女妖龍科。在2005年，瑞欽·巴思缽與小林快次針對似鳥身女妖龍進行親緣分支分類法的分析，認為牠在似鳥龍科演化支的演化位置，比似金翅鳥龍與似鳥龍科還原始，但較似鵜鶘龍衍化。這個發現支持了似鳥龍下目是起源於下白堊紀的亞洲或歐洲，後來在上白堊紀前遷往北美洲的理論。